# Tantima

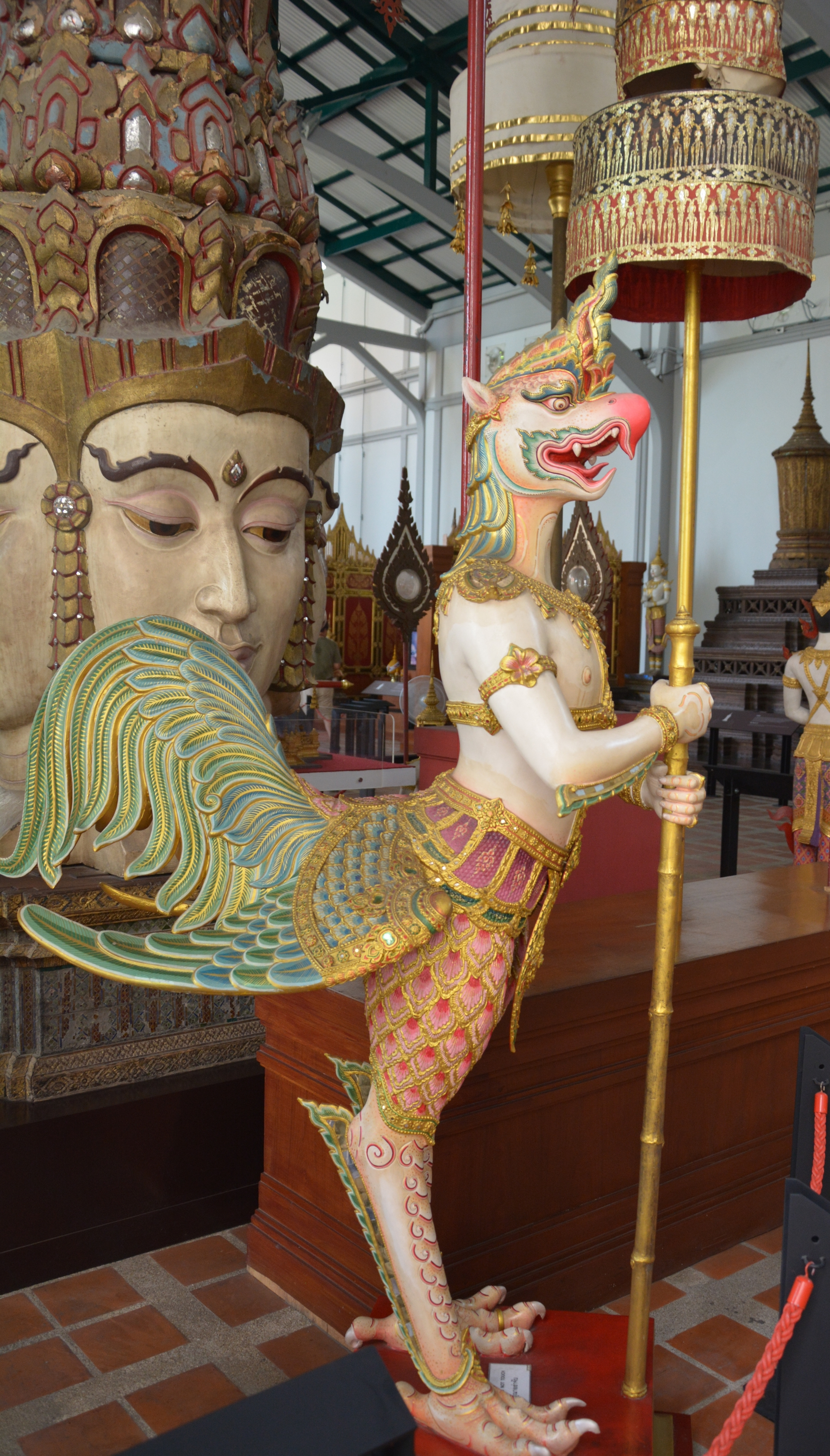
Statue de Tantima portant une ombrelle royale à étages, maison des chariots funéraires royaux au musée national de Bangkok, Thailande

Tantima ou Tuntima ou encore Nok Tantima ((นกตันติมา ou นกทัณฑิมา), l'oiseau Tantima en thailandais, est une créature issue des légendes hindoues, ressemblant à un oiseau anthropomorphique, habitant la forêt d'Himmapan. Toujours équipée d'un bâton, sa statue orne les abords de plusieurs temples.

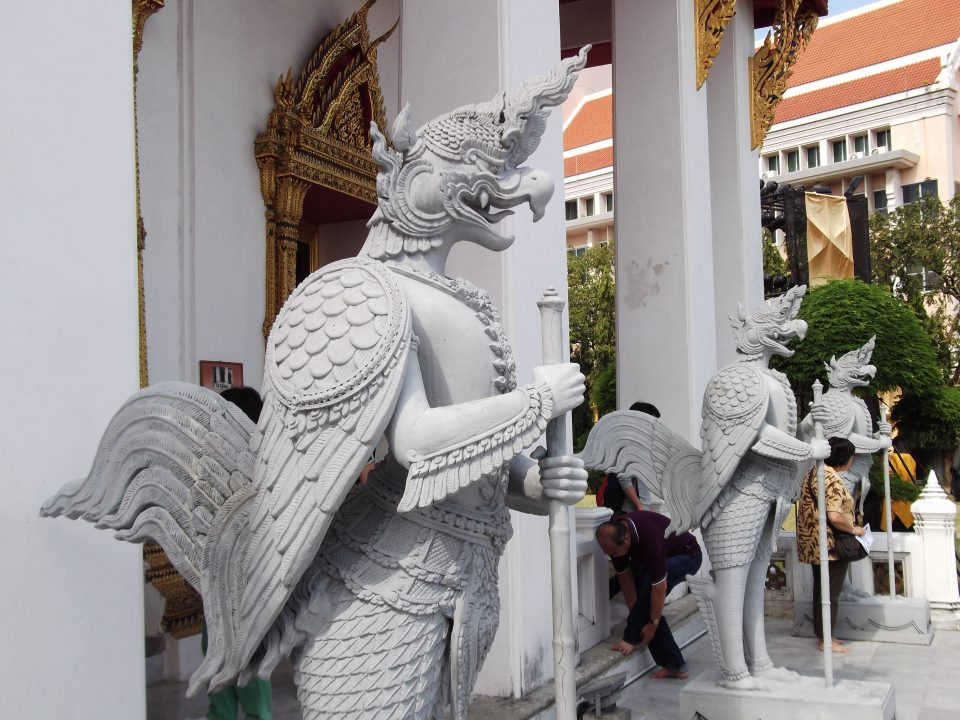
Trois des quatre Tantima équipés d'un bâton à l'entrée de la Chapelle Bouddaisawan, Palais du vice-roi Wang Na, Musée national de Bangkok